# Parafia Świętych Apostołów Piotra i Pawła w Sułowie
Parafia Świętych Apostołów Piotra i Pawła w Sułowie – parafia rzymskokatolicka znajdująca się w dekanacie Milicz, w archidiecezji wrocławskiej. Jej proboszczem jest ks. mgr Wiesław Żygadło SDB. Obsługiwana przez kapłana ze zgromadzenia salezjanów. Erygowana w XV wieku. 